# Едър анасон
Едрият анасон (Pimpinella major) е многогодишно тревисто растение от семейство Сенникови, регионално изчезнал вид в България, включен в Червената книга на България. Растението е включено в списъка на лечебните растения.

## Описание
Многогодишно тревисто растение с вретеновиден корен. Стъблото достига височина 40 – 100 cm. То е дълбоко набраздено, кухо, голо и разклонено. Листата му са перести, като долните са с 3 – 9 продълговатояйцевидни дяла, с дължина 3 – 10 cm и ширина 1 – 4 cm, дълбоко неравномерно триъгълноназъбени. Сложните сенници са с дълги дръжки, главните лъчи са 10 – 25, без обвивка. Сенниците са многоцветни, без обвивка или с няколко опадващи прицветника. Венчелистчетата му са бели, розови до червеникави, с дължина 1,5 mm, като на върха са извити навътре. Плодът е жълто-кафяв, дълъг 2,5 – 3,5 mm и широк 1,5 – 2 mm, слабо странично сплеснат, елипсовиден, наребрен. Цъфти през юни – август и плодоноси през юли – септември. То е насекомоопрашващо се растение. Размножава се със семена.

## Разпространение
Среща се по сухи до умерено влажни ливади и пасища, на варовит терен, в предпланините и ниските планини. Разпространен е в Европа, с изключение на най-северните ѝ части, и в Кавказ. Интродуциран е в Северна Америка. В България за последно е събиран през 1935 г. Находищата му са били около Ловеч, Летница, Берковица и Габрово – от 300 до 800 m н. в.